# Sardes

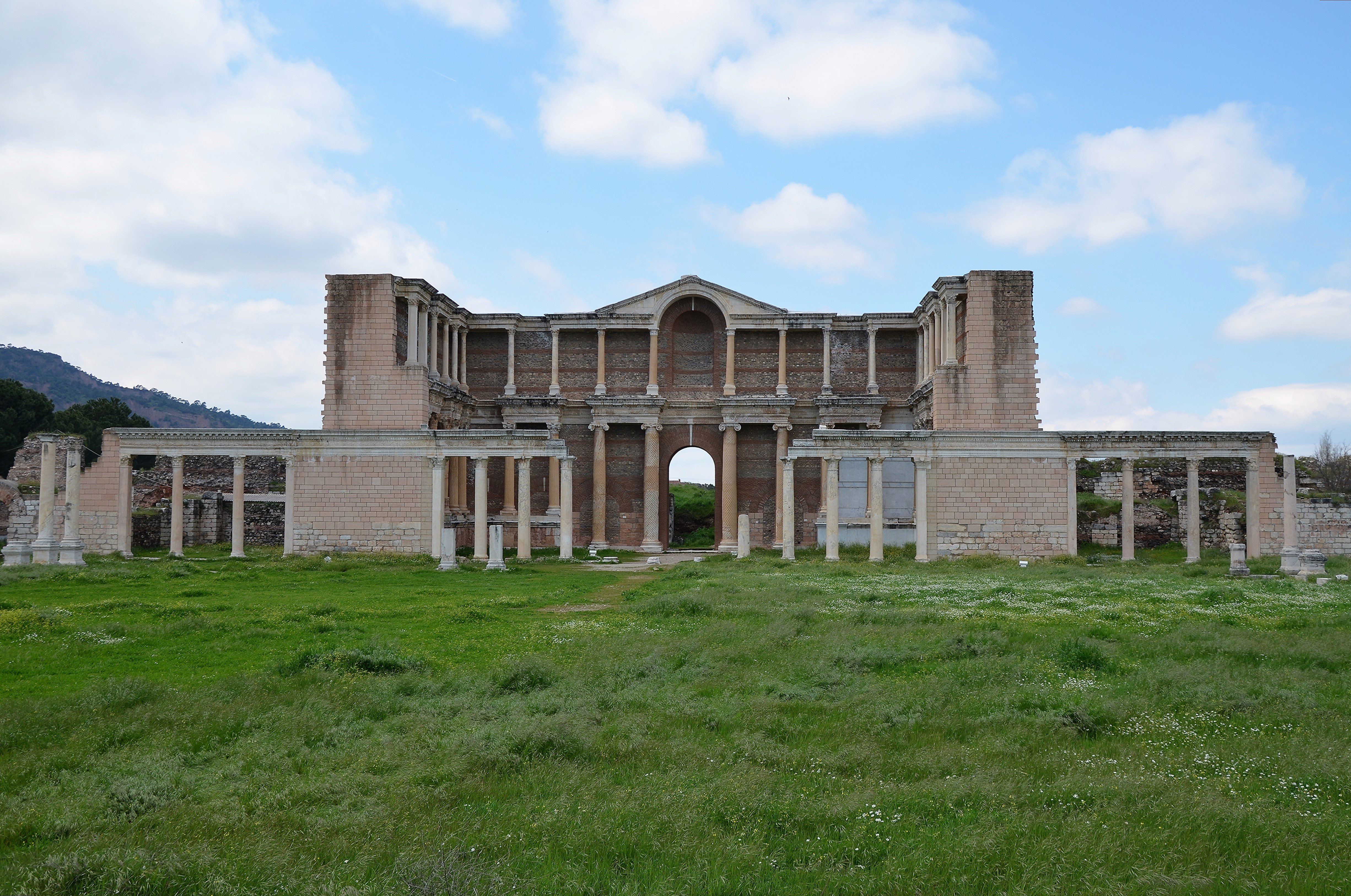
Kompleks term i gimnazjonu datowany na 211–212; stan z 2015

Sardes (gr. Σάρδεις) – starożytne miasto w Azji Mniejszej, stolica Lidii, położone na zboczach góry Tmolus, nad rzeką Paktol (w pobliżu jej ujścia do rzeki Hermus).

## Historia
Według tradycji Sardes zostało założone przez Greków w epoce homeryckiej. Najstarsze poświadczenie nazwy Sardes pochodzi z ajschylowego dramatu Persowie. Wcześniej, w Iliadzie, stolicy Lidów przypisano nazwę Hyde. Największy rozkwit przeżywała podczas panowania dynastii Mermnadów założonej przez Gygesa, żyjącego w VII w. p.n.e. Po klęsce ostatniego króla Lidii Krezusa Sardes stało się siedzibą satrapii perskiej. Pod koniec III w. p.n.e. zostało zdobyte przez Antiocha Wielkiego. Po rzymskich podbojach było siedzibą władz prowincji. Wielokrotnie ulegało pożarom i podbojom; za czasów Tyberiusza zniszczone przez trzęsienie ziemi; odbudowane; kolejna dewastacja przez Sasanidów w 618; zniszczone ostateczne przez Timura w 1402. Obecnie ruiny, położone na wschód od Smyrny (Izmiru).

### Wykopaliska archeologiczne
W latach 1910–1914 ekspedycja archeologiczna z Uniwersytetu Priceton odkryła w Sardes świątynię Artemidy oraz ponad tysiąc grobów. W latach 1958–1975 ekspedycja prowadzona przez M.A. Hanfmanna z American School of Oriental Research odkryła kompleks łaźni, synagogę, gimnazjon oraz inne obiekty od czasów prehistorycznych do rzymskich.

### WApokalipsie
Gmina chrześcijańska w Sardes jest adresatem fragmentu Apokalipsy św. Jana (Ap 3, 1–6) jako jeden z Siedmiu Kościołów Azji.